# Yves Rénier
Yves Rénier (ur. 29 września 1942 w Bernie, zm. 23 kwietnia 2021 w Neuilly-sur-Seine) – francusko-szwajcarski aktor i reżyser telewizyjny i filmowy, scenarzysta, najlepiej znany jako sympatyczny i nieustraszony policjant Jean-Paul Moulin, który logicznie dedukuje poważne sprawy karne w serialu Komisarz Moulin.
Jego ojciec był Francuzem, a matka Amerykanką. Zanim się urodził, jego rodzice przybyli do Szwajcarii. Talent do aktorstwa odziedziczył po babci, która grała w Comédie-Française w Paryżu. Chciał być pilotem lub modelarzem samolotu, ale dał się przekonać przyjacielowi, by uczestniczył w zajęciach aktorskich. W krótkim czasie po kursie rozpoczął studia w Akademii Teatralnej Sztuk Dramatycznych. Po ukończeniu studiów z dobrymi wynikami, próbował zarabiać na życie poprzez hosting i grał na scenie teatralnej. Kariera w filmie rozpoczęła się rolą Alberta de Mortcerfa w ekranizacji słynnej powieści Aleksandra Dumasa Hrabia Monte Christo (1961) w reżyserii Claude’a Autanta-Lary z Louisem Jourdanem. Następnie skontaktowała się z nim francuską agencją ORTF, by zrealizować miniserial Belphégor ou le Fantôme du Louvre (1963) wg powieści Arthura Bernède. Występował na paryskich teatrach, w 1971 grał w spektaklu Mizantrop w Théâtre de l’Odéon.
W 1996 roku ożenił się z Karin. Mają dwóch synów: Jules’a (ur. 1997) i Oscara (ur. 10 maja 2000).

## Filmografia
- 1961: Hrabia Monte Christo jako Albert de Morcerf
- 1963: Kobiety, strzeżcie się! (Méfiez-vous, mesdames!) jako Christian
- 1976: Komisarz Moulin (Commissaire Moulin) jako Jean-Paul Moulin
- 1977: Syrop miętowy (Diabolo menthe) jako Philippe
- 1985: Żegnaj, Fred (Adieu blaireau) jako profesor
- 1988: Frantic jako inspektor
- 1991: Dziękuję ci, życie (Merci la vie) jako Robert, ochroniarz
- 1995: Anioł Stróż (Les anges gardiens) jako Yvon Radmilo „Kleszcze”
- 1998: Hotel „Palace” (Un père inattendu, TV) jako Francis Haudrant
- 2001: Śmiertelny układ (Mortel transfert) jako Max Kubler
- 2005-2006: Kamienie śmierci (Dolmen) jako Patrick Ryan